# Bergtatt – Et Eeventyr i 5 Capitler
Bergtatt – Et Eeventyr i 5 Capitler – debiutancki album norweskiego zespołu muzycznego Ulver. Został nagrany w Endless Lydstudio w 1994 roku i w listopadzie tego samego roku wydany przez niezależną wytwórnię płytową Head Not Found. Album zawierał muzykę będącą eklektycznym połączeniem folku i black metalu. Teksty utworów zostały napisane w archaicznej odmianie języka duńskiego.

## Lista utworów
1. „Capitel I : I Troldskog Faren Vild” - 7:51
2. „Capitel II : Soelen Gaaer Bag Aase Need” - 6:34
3. „Capitel III : Graablick Blev Hun Vaer” - 7:45
4. „Capitel IV : Een Stemme Locker” - 4:01
5. „Capitel V : Bergtatt - Ind I Fjeldkamrene” - 8:06

## Twórcy
- Kristoffer „Garm” Rygg - śpiew, teksty utworów
- Håvard „Haavard” Jørgensen - gitara
- Torbjørn „Aismal” Pedersen - gitara
- Hugh Steven James „Skoll” Mingay - gitara basowa
- Erik Olivier „AiwarikiaR” Lancelot - perkusja, teksty utworów
- Lill Katherine Stensrud - flet, śpiew
- Steinar Sverd Johnsen - fortepian
- Kristian Romsøe - producent muzyczny
- Craig Morris - mastering
- Tanya „Nacht” Stene - okładka